# Пульсарная планета
Пульсарная планета — планета, которая обращается вокруг пульсара.
Первая планета за пределами Солнечной системы была найдена именно возле пульсара. Планета, обращающаяся возле пульсара, вызывает возмущение в его периоде пульсации, и поскольку период вращения пульсара весьма стабилен, то даже небольшие возмущения, вызванные планетой, могут быть зафиксированы. Именно так и находят пульсарные планеты.
В 2006 году вокруг пульсара 4U 0142+61, находящегося на расстоянии 13 000 световых лет от Земли, был найден околозвездный диск. Открытие было сделано командой Дипто Чакрабарти (МТИ) на космическом телескопе Спитцер. Диск состоит из металлических остатков, образованных при взрыве сверхновой, который сформировал пульсар около 100 000 лет назад. Диск похож на те, которые наблюдаются возле солнцеподобных звезд, и в будущем, возможно, из него образуется планетная система, подобная нашей. На сегодняшний день считается, что на пульсарных планетах наличие высокоразвитых форм жизни невозможно из-за сильного электромагнитного потока, исходящего от пульсара.

## Список пульсарных планет
- PSR B1257+12 A (Драугр)
- PSR B1257+12 B (Полтергейст)
- PSR B1257+12 C (Фобетор)
- PSR B1620−26 b (Мафусаил)
- PSR J1719−1438 b
- PSR B0943+10 b
- PSR B0943+10 c